# Zelotes flavimanus
Zelotes flavimanus är en spindelart som först beskrevs av Carl Ludwig Koch 1839.  Zelotes flavimanus ingår i släktet Zelotes och familjen plattbuksspindlar.
Artens utbredningsområde är Grekland. Inga underarter finns listade i Catalogue of Life.